# 环己酮
环己酮是六个碳的脂肪族环酮，室温下为无色油状液体，有类似薄荷油和丙酮的气味，久置颜色变黄。它微溶于水（5-10 g/100 ml），可与大多数有机溶剂混溶。
环己酮在工业上被用作溶剂以及一些氧化反应的触发剂，也用于製備己二酸、环己酮树脂、己内酰胺以及尼龙6。

## 製備
在空氣中氧化環己烷可製備環己酮。通常用鈷鹽做催化劑。反應同時會生成環己醇。
氧化環己醇亦可生成環己酮。

## 反應
環己酮和羥胺反應，生成腙，再在酸性環境裡發生貝克曼重排，生成己內酰胺。